# Гукасов Абрам Іванович
Абрам Іванович Гукасов (нар. 17 вересня 1904, Єлизаветполь) — радянський вчений в галузі виноградарства. Доктор сільськогосподарських наук з 1979 року, професор з 1980 року.

## Біографія
Народився 17 вересня 1904 року в місті Єлизаветполі (нині Гянджа, Азербайджан) в сім'ї службовця. З 1914-го по 1924 рік навчався в школі, а з 1924-го по 1926 рік — на сільськогосподарському факультеті Азербайджанського політехнічного інституту. У 1927 році перевівся в Кубанський сільськогосподарський інститут, який закінчив в 1930 році.
Після закінчення інституту рік працював асистентом відділу виноградарства Анапської дослідної станції виноградарства і виноробства, а потім перейшов на Азербайджанську зональну дослідну станцію виноградарства і виноробства, де з 1931 по 1941 рік очолював відділ агротехніки.
У складі артилерійських частин брав участь у Другій світовій війні з 1941 року. В період 1946—1951 років завідував відділом агротехніки Кіровабадської дослідної станції виноградарства Азербайджанського НДІ багаторічних насаджень. Член ВКП(б) з 1947 року. 2 липня 1948 року в Грузинському сільськогосподарському інституті захистив кандидатську дисертацію на тему: «Методи підрізування, що прискорюють відновлення виноградників, пошкоджених морозами».
У 1952—1973 роках — завідувач, у 1973—1979 роках — доцент, у 1980—1983 роках — професор кафедри виноградарства Кубанського сільськогосподарського інституту. У 1952—1953 роках був секретарем партійної організації виноградо-плодоовочевого факультету Кубанського сільськогосподарського інституту.

## Наукова діяльність
Розробив науково обґрунтовані прийоми формування та обрізки виноградної лози, біологічно і економічно обґрунтував переваги широкорядної (2,5-3 м) високоштамбової культури винограду в неукривній зоні Азербайджанської РСР і Краснодарського краю. Опублікував 60 наукових робіт. Серед них:
- «Обработка почвы на виноградниках», 1959;
- «Системы культуры винограда» — В. кн.: Виноградарство Краснодарского края. Краснодар, 1965;
- «Обрезка и формирование кустов винограда», 1965;
- «Полуукрывные и односторонние формировки в зоне укрывного виноградарства Кубани», 1965;
- «Формирование кустов винограда на Черноморском побережье Краснодарского края», 1965;
- «Биологические и экономические основы широкорядной высокоштамбовой культуры винограда» — Тр. /Кубанского сельско-хозяйственного института, 1974, вып. 92 (120).

Під його керівництвом було захищено 5 кандидатських дисертацій.

## Відзнаки
- Заслужений агроном РРФСР (1975);
- нагороджений орденом «Знак Пошани», орден Вітчизняної війни 2-го ступеня (6 квітня 1985)[3], медалями «За бойові заслуги» (4 квітня 1945)[3], «За перемогу над Німеччиною у Великій Вітчизняній війні 1941—1945 рр.», «20 років перемоги у Великій Вітчизняній війні 1941—1945 рр.», «50 років Збройних Сил СРСР», «В ознаменування 100-річчя з дня народження Володимира Ілліча Леніна», «Тридцять років перемоги у Великій Вітчизняній війні 1941—1945 рр.». Крім того 5 нагород Всесоюзної сільськогосподарської виставки і Виставки досягнень народного господарства[2].